# 유후인정 (1955년)
유후인정(由布院町)은 오이타현 오이타군에 설치되었던 정이다. 현재의 유후시에 해당한다.